# Seleção Cingalesa de Futebol
A Seleção Cingalesa de Futebol (em cingalês, ශ්‍රී ලංකා පාපන්දු කණ්ඩායම - Shri Lanka Papandu Kandayama, e em tâmil, இலங்கை தேசிய கால்பந்து அணி) -representa o Sri Lanka nas competições de futebol da FIFA. Até 1972, era conhecida como Seleção do Ceilão de Futebol.
Jamais participou de uma Copa do Mundo, nem se classificou para uma Copa da Ásia. Os melhores resultados da equipe em torneios foram conquistados na Copa da SAFF, quando foi campeã deste torneio em 1995, vice em 1993 e terceiro lugar em 2008. Conquistou também a medalha de bronze nos Jogos da Lusofonia de 2014.

## Desempenho em Copas do Mundo
- 1930 a 1938 - Era parte do Reino Unido
- 1950 - Não era membro da FIFA
- 1954 a 1990 - Não se inscreveu
- 1994 a 2022 - Não se classificou

## Desempenho na Copa da Ásia
- 1956 a 1992 - Não se inscreveu/não se classificou
- 1996 a 2004 - Não se classificou
- 2007 - Não se inscreveu
- 2011 a 2024 - Não se classificou

## Recordes
- Atualizado até 19 de novembro de 2021

Jogadores em negrito ainda em atividade pela Seleção Cingalesa.
| #  | Jogador                | Partidas | Gols | Em atividade |
| -- | ---------------------- | -------- | ---- | ------------ |
| 1  | Channa Ediri Bandanage | 64       | 18   | 1999–2009    |
| 2  | Kasun Jayasuriya       | 56       | 27   | 1999–2009    |
| 3  | Maduranga Weerasinghe  | 48       | 7    | 2001–2009    |
| 4  | Dudley Steinwall       | 45       | 3    | 1993–2009    |
| 5  | Sujan Perera           | 41       | 0    | 2011–        |
| 6  | Chathura Gunaratne     | 38       | 6    | 2006–2013    |
| 7  | Kavindu Ishan          | 38       | 1    | 2013–        |
| 8  | Kamaldeen Fuard        | 37       | 0    | 2000–2006    |
| 9  | Mohamed Izzadeen       | 34       | 9    | 2004–2015    |
| 10 | Asmeer Lathif Mohamed  | 33       | 1    | 1999–2009    |

| # | Jogador                 | Gols | Partidas | Média por jogo | Em atividade |
| - | ----------------------- | ---- | -------- | -------------- | ------------ |
| 1 | Kasun Jayasuriya        | 27   | 56       | 0.48           | 1999–2009    |
| 2 | Channa Ediri Bandanage  | 18   | 64       | 0.28           | 1999–2009    |
| 3 | Roshan Perera           | 14   | 31       | 0.45           | 1993–2001    |
| 4 | Ahmed Waseem Razeek     | 9    | 13       | 0.69           | 2019–        |
| 4 | Mohamed Izzadeen        | 9    | 34       | 0.26           | 2004–2015    |
| 6 | Maduranga Weerasinghe   | 7    | 48       | 0.15           | 2001–2009    |
| 7 | Mohamed Amanulla        | 6    | 10       | 0.6            | 1995–2000    |
| 7 | Chathura Gunaratne      | 6    | 38       | 0.16           | 2006–2013    |
| 9 | Mohamed Izmath Zain     | 3    | 9        | 0.33           | 2011         |
| 9 | Kaiz Mohammed Shafras   | 3    | 12       | 0.25           | 2008–2011    |
| 9 | Chandradasa Karunaratne | 3    | 12       | 0.25           | 1999–2007    |
| 9 | Imthyas Raheem          | 3    | 23       | 0.13           | 1995–2004    |
| 9 | Well Don Ruwanthilaka   | 3    | 33       | 0.09           | 2000–2011    |
| 9 | Dudley Steinwall        | 3    | 45       | 0.07           | 1993–2009    |

## Treinadores
| - Neville Dias (1990) - Burkhard Pape (?–?) - Jorge Ferreira (1993–1995) - M. Karathu (1999–2000) - Marcos Ferreira (2000–2004) - Sampath Perera (2004–2006) | - Jang Jung (2007–2008) - Sampath Perera (2009) - Mohamed Amanulla (2009–2010) - Jang Jung (2010–2012) - Sampath Perera (2012–2013) - Claudio Roberto (2013) | - Nikola Kavazović (2014–2015) - Sampath Perera (2015–2016) - Dudley Steinwall (2016–2018) - Pakir Ali (2018–2020) - Amir Alagić (2020–2022) - Andy Morrison (2022–) |